# Victor Babeș Tudományegyetem
A Victor Babeș Tudományegyetem az 1919-ben alapított román nyelvű Kolozsvári I. Ferdinánd Király Tudományegyetem folytatásaként jött létre 1948-ban, rögtön a kommunista hatalomátvétel után, de teljesen átszervezett formában. Az egyetemet 1959-ben egyesítették a szintén kolozsvári Bolyai Tudományegyetemmel, és azóta Babeș–Bolyai Tudományegyetem néven működik.

## Egyesítés
A tanügyminiszter a 168/1959. június 19. számú rendelettel elrendelte a Victor Babeş Tudományegyetem és Bolyai Tudományegyetem egyesítését július 1-jei hatállyal. Ez a határozat, ellentétben a szokásokkal, nem jelent meg az akkori hivatalos közlönyben, így a Babeș–Bolyai Tudományegyetemnek nincs nyilvánosan elérhető alapító okirata.

## Rektorok
- 1948–1951: Emil Petrovici nyelvész (1945-től)
- 1951–1956: Raluca Ripan vegyész
- 1956–1959: Constantin Daicoviciu történész (1968-ig)